# フレデリック・フィリップス

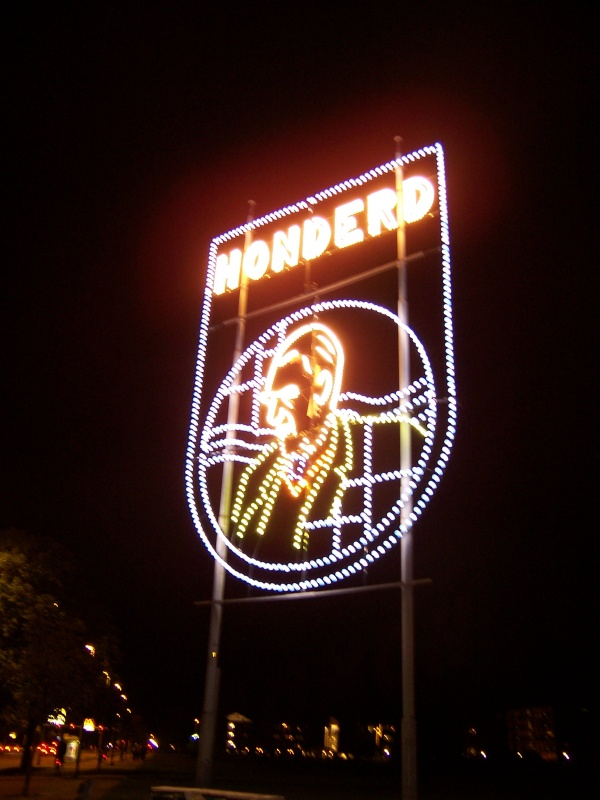
フレデリック・フィリップス

フレデリック・フィリップス（オランダ語: Frederik Jacques Philips、1905年4月16日 - 2005年12月5日）は、オランダの実業家。同国に本社を置く総合電器メーカー「フィリップス」の共同創業者であるアントン・フィリップスの長男で、自身も1961年から1971年まで同社の社長を務めた。

## 経歴
1930年、父親の経営するフィリップス社に入社。主に企画部門畑を歩み、1949年に副社長に就任した。
第二次世界大戦時、オランダはナチス・ドイツの占領下にあり、会社も軍需工場として通信機器などの製造をさせられていた。そのため連合国軍の攻撃目標となり、会社は大被害を受けた。彼はナチスによるユダヤ人の迫害や虐殺を知り、軍需物資の増産を口実にユダヤ人を 雇用、彼等を事実上工場に匿うことで命を救った。戦後は会社を再建するため奔走し、世界的企業へと復興、成長させることに成功する。	 
1996年にイスラエルより、ホロコーストから守った義人（諸国民の中の正義の人）として表彰された。
2005年12月5日、オランダにある自宅にて死去。100歳だった。